# 市川門之助 (2代目)

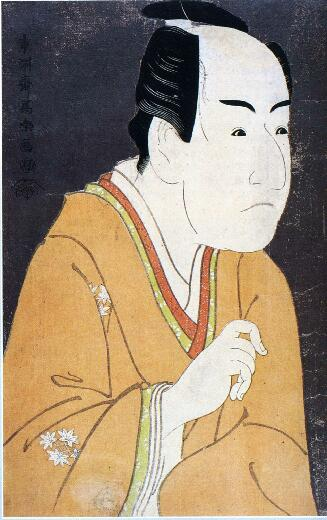
二代目市川門之助の伊達与作。寛政6年（1794年）5月、江戸河原崎座『恋女房染分手綱』より。東洲斎写楽画。

二代目 市川門之助（にだいめ いちかわ もんのすけ、寛保3年〈1743年〉 - 寛政6年10月19日〈1794年11月11日〉）とは、江戸時代中期の歌舞伎役者。俳名は海丸・新車・龍車、屋号は瀧乃屋。定紋は三升に辨の字、のち三升に門の字、替紋は丸に一の字。

## 来歴
都八重太夫こと重岡重兵衛の子で江戸王子瀧の川村に生まれる。幼名は千吉。宝暦元年（1751年）、大坂で瀧中鶴蔵を名乗って初舞台。宝暦6年（1756年）江戸に戻る。宝暦9年11月、二代目瀧中秀松を襲名。宝暦12年（1762年）に初代市川門之助の養子となり、また四代目市川團十郎の門下に入って市川瓣蔵と改名。明和7年（1770年）11月、中村座の顔見世『鵺森一陽的』で二代目市川門之助を襲名する。寛政2年（1790年）、甲州の亀屋与兵衛座にて『仮名手本忠臣蔵』で大当りをとる。その四年後、病により没す。享年52。墓所は世田谷区幸龍寺の他、1～5代の合同墓が雑司ヶ谷霊園にある。
二代目市川八百蔵、三代目澤村宗十郎、初代尾上松助とならんで、当時の若手人気役者の一人に数えられ、和事、荒事、武道事、舞踊を得意としたが、女形の役にも扮して所作事を勤めた。長男に初代市川男女蔵がいる。